# FT Eider Büdelsdorf

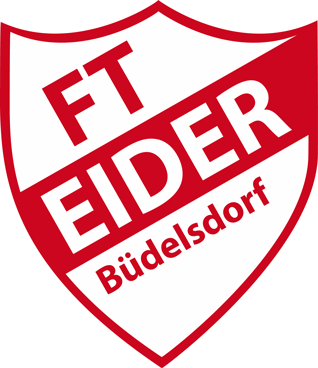
Logo

Die FT Eider Büdelsdorf ist ein Sportverein aus Schleswig-Holstein.

## Geschichte
FT bedeutet Freie Turnerschaft, der Zusatz Eider bezieht sich auf den gleichnamigen Fluss, an dem die Stadt Büdelsdorf liegt. Das vom Verein offiziell mit 1957 angegebene Gründungsdatum der FT Eider Büdelsdorf blendet einen Teil seiner Tradition aus. Ein Verein gleichen Namens wurde schon weit vorher gegründet, wie alle Arbeitersportvereine aber 1933 von den Nationalsozialisten verboten. 1945 entstand aus Mitgliedern der ehemaligen FT Eider und des bürgerlichen TSV Glück-Auf der Büdelsdorfer TSV. 1957 spaltete sich davon ein neuer Verein unter dem alten Namen FT Eider Büdelsdorf ab. Nach langem Fußball-Schattendasein begann 1998/99 ein sportlicher Höhenflug, der eng mit dem ehemaligen Vorsitzenden und Sponsor Reinhard Kuhr zusammenhing. Nach wenigen Jahren in der viertklassigen  Oberliga Nord spielte die 1. Männermannschaft in der Schleswig-Holstein-Liga, aus der sie zum Ende der Saison 2011/12 abstieg und sich auflöste. Die verbliebene (vorher zweite) Herrenmannschaft spielte einige Jahre in unteren Kreisklassen, zwischen 2018 und 2023 nahm kein Team des Vereins am Spielbetrieb teil, seither tritt wieder ein Team in der C-Kreisklasse an. Im Sommer 2025 gelang der Aufstieg in die B-Kreisklasse.

## Sportarten
Tischtennis, Fanfarencorps, Fußball